# Ли Ынсан
Ли Ынсан (кор. 이은상; 22 октября 1903, Масан — 18 сентября 1982, Сеул) — поэт жанра корейской лирической поэзии «сиджо», историк, деятель движения за независимость Кореи от Японской империи и историк Республики Корея. Его псевдоним — Носан (кор. 노산).

## Биография
Ли Ынсан родился 22 октября 1903 году в Чханвоне. В 1918 году он окончил среднюю школу Чхансин, который построил его отец, а в 1923 году он поступил отдел гуманитарных наук в университете Ёнсе. Он снял в 1923 году. Он работал в школе Чхансин в качестве учителя в течение времени, пока он не поступил в университете Васэда в Японии , но больше всего историю в 1926 году. Работал профессором в женском университете Ихва с 1931 по 1932 года. После этого он работал в газете «Тона ильбо» и газете «Чосон ильбо».
В 1942 году он был арестован по подозрению в причастности к так называемой «инцидента академии корейского языка», и был выпущен в следующем году , когда его обвинительное заключение приостановлено. В 1945 году он был задержан под стражей в качестве политического преступника в полицейском участке Кванъяна и был выпущен на момент получения независимости от Японии.
После освобождения Кореи от Японии, Ли Ынсан преподавал в университете Чхонгу, Сеульском национальном университете и Йоннамском университете. В 1954 году он был приглашен в Корейской академии искусств, и к 1978 году он достиг членство время жизни в Корейской академии искусств . Ли Ынсан работал председателем Мемориального комитета адмирала Ли Сунсина, членом Ассоциации альпинистов Кореи,Корейской Ассоциации по защите прав Культура и Народной ассоциации культуры, а также является редактор главный для истории перевозкой Корея Независимости. Ли Ынсан скончался в 1982 году.